# Лоу, Артур
Артур А. Лоу (англ. Arthur A. Law; XIX век — XX век) —  валлийский хоккеист на траве, нападающий. Бронзовый призёр летних Олимпийских игр 1908 года.

## Биография
Артур Лоу играл в хоккей на траве за «Ньюпорт» и «Трефнант».
В 1908 году вошёл в состав сборной Уэльса по хоккею на траве на летних Олимпийских играх в Лондоне и завоевал бронзовую медаль, которая пошла в зачёт Великобритании. Играл на позиции нападающего, провёл 1 матч, мячей не забивал.
О дальнейшей жизни данных нет.